# Kanton Xertigny
Xertigny is een voormalig kanton van het departement Vogezen in Frankrijk. Het kanton maakte deel uit van het arrondissement Épinal.
Op 22 maart 2015 fuseerde het kanton met het kanton Bains-les-Bains en het kanton Plombières-les-Bains tot één nieuw kanton Le Val-d'Ajol.

## Gemeenten
Het kanton Xertigny omvatte de volgende gemeenten:
- La Chapelle-aux-Bois
- Charmois-l'Orgueilleux
- Le Clerjus
- Dounoux
- Hadol
- Uriménil
- Uzemain
- Xertigny (hoofdplaats)